# Hospital Records
Hospital Records é uma gravadora independente sediada no sul de Londres. Com foco principalmente em Drum and bass, a gravadora foi fundada em 1996 por Tony Colman e Chris Goss.
Em dezembro de 2011, a Hospital Records venceu na categoria Melhor Gravadora o Drum&BassArena Awards 2011, a mais importante premiação voltada ao Drum and bass.
Em dezembro de 2017, novamente a Hospital Records foi a vencedora do Drum&BassArena Awards na categoria Melhor Gravadora.

## Prêmios e indicações
| Prêmio                     | Categoria        | Resultado |
| -------------------------- | ---------------- | --------- |
| Drum&BassArena Awards 2011 | Melhor Gravadora | Vencedor  |
| Drum&BassArena Awards 2017 | Melhor Gravadora | Vencedor  |